# Pol Castellanos Mayós
Pol Castellanos Mayós (Barcelona, 7 de juny de 1991) és un escriptor català.
Graduat en Estudis Literaris a la Universitat de Barcelona i ha cursat el màster de Creació Literària de la Universitat Pompeu Fabra. També s'ha format a l'Escola d'Escriptura de l'Ateneu Barcelonès. Actualment, combina l'escriptura amb la docència.
La seva novel·la debut, L'impostor de Viena, va guanyar el Premi Alba 2020 a la millor novel·la fantàstica per a joves en català. La novel·la L'assassina de Venècia va guanyar el Premi Ramon Muntaner, el Protagonista Jove i va ser seleccionada a White Ravens.

## Obra publicada

### Narrativa juvenil
- L'assassina de Venècia, Estrella Polar (Grup 62), 2021.
- L'impostor de Viena, Estrella Polar (Grup 62), 2019.

### Contes
- La cara fosca de les llegendes, Estrella Polar (Grup 62), 2023.

## Premis
- 2023: Premi Protagonista Jove per L'assassina de Venècia.[4]
- 2022: Premi Alba 42 al Millor llibre juvenil per L'assassina de Venècia.[6]
- 2021: Premi Ramon Muntaner de literatura juvenil per L’assassina de Venècia.[5]
- 2020: Premi Alba al Millor llibre fantàstic per a joves en català per L’impostor de Viena.[7]